# Immersione in apnea

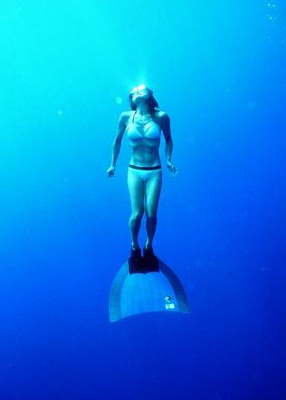
Un'apneista con una monopinna.

L'apnea è stata la prima forma d'immersione praticata dall'uomo. La possibilità di immergersi in apnea si fonda sull'adattamento fisiologico chiamato "riflesso d'immersione" che accomuna tutti i mammiferi, dal delfino al bradipo, dalla foca al cane, anche se in gradi diversi.
Il riflesso d'immersione è sorprendentemente sviluppato nell'uomo, sebbene non sia un animale prevalentemente acquatico.

## Storia
Le origini delle esplorazioni dei fondali marini, effettuate con questa tecnica per vari scopi, si perdono nella notte dei tempi e coinvolgono la cultura di molti paesi. I primi apneisti si spingevano sott'acqua per effettuare la pesca in apnea e raccogliere conchiglie, oggetti preziosi o utili quali il corallo, le perle o le spugne. L'apnea fu usata, anche per scopi bellici, già dall'antichità: i Romani furono fra i primi a utilizzare gli urinatores per operazioni di sabotaggio delle navi nemiche.
Il primo record di immersione in apnea registrato non aveva una valenza sportiva, ma militare: nel 1913 la corazzata Regina Margherita si trovava davanti all'isola di Scarpanto, nei mari della Grecia. A causa di un'errata rilevazione della profondità venne gettata l'ancora in un tratto con fondale tra i 70 e gli 80 metri. Questa, giunta di slancio alla fine della catena, la spezzò (causando, tra l'altro, la morte del primo ufficiale) perdendosi sul fondo. Per recuperarla si cercò anche tra la popolazione locale qualcuno in grado di esplorare il fondale. Molti indicarono in Georgios Haggi Statti (probabilmente Hagystatis), un pescatore di spugne locale, l'unico in grado di riuscire nell'impresa. I medici di bordo, dubbiosi, lo visitarono trovando evidenti segni di enfisema polmonare, una grave lesione a un timpano e la totale mancanza dell'altro, nonché l'incapacità di trattenere il respiro a secco per più di un minuto. Ciò nonostante, con l'ausilio di un aiutante e di una pietra da 15 kg legata ad una cima, Haggi Statti riuscì sorprendentemente a ritrovare l'ancora dispersa compiendo nei giorni successivi una serie di tuffi fra i 50 e gli 80 metri. L'impresa venne certificata dalla presenza di numerosi testimoni ufficiali.
L'impresa di Haggi Statti fu per lungo tempo ritenuta una prestazione del tutto eccezionale, quasi miracolosa, e per molti anni l'apnea rimase inconsapevole di se stessa e delle proprie potenzialità, fino a che, a metà Novecento, esplose una vera e propria "corsa alla profondità" che vide protagonisti autentici pionieri come Raimondo Bucher (primo primatista di apnea ufficiale nel 1952), Ennio Falco, Enzo Maiorca, Angela Bandini, Stefano Makula, Jacques Mayol e, più recentemente, Pipin Ferreras, Umberto Pelizzari e Gianluca Genoni.

## Fisiologia dell'apnea

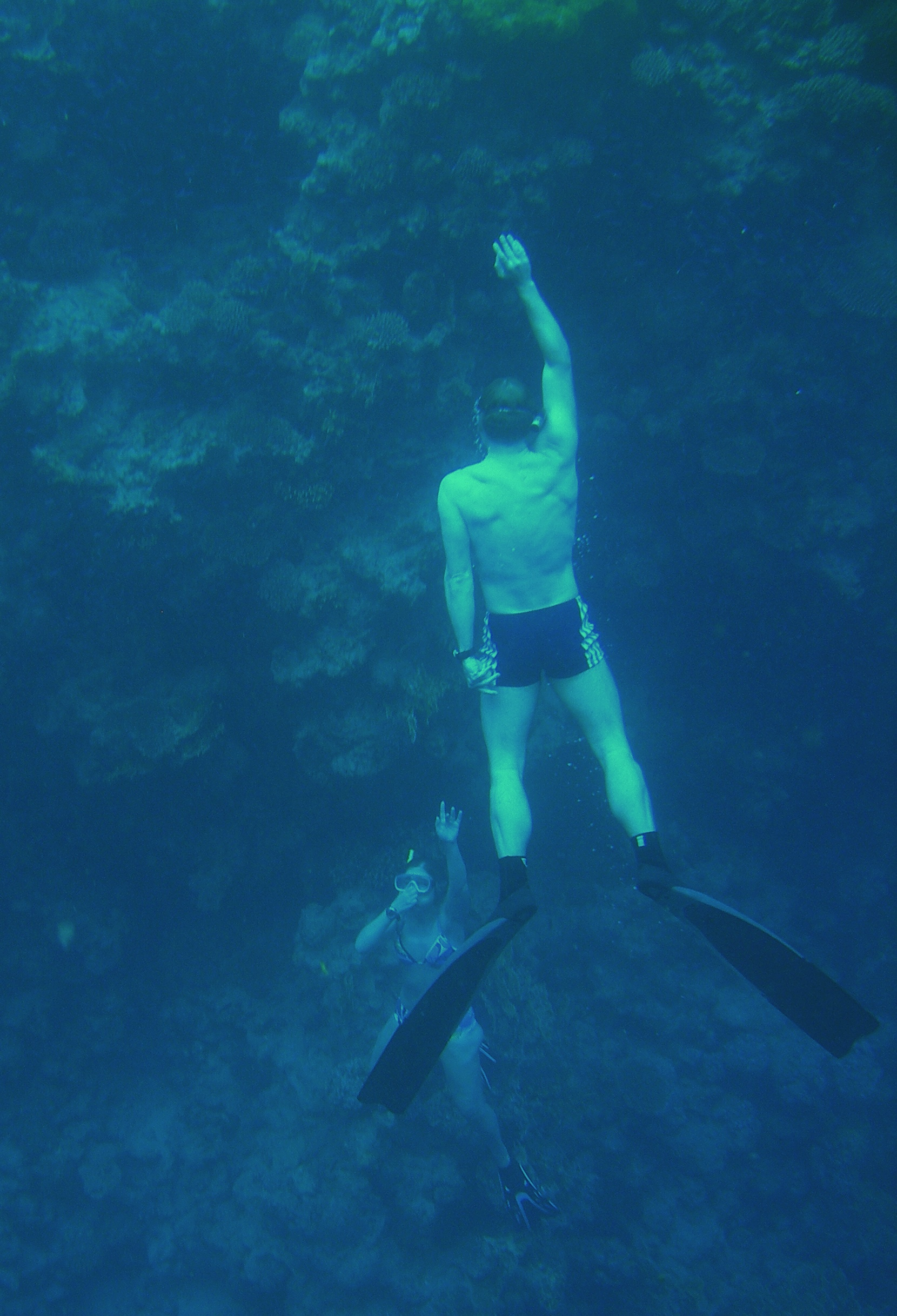
Due persone durante un'apnea nel Blue Hole a Dahab, in Sinai.

L'aria contenuta negli alveoli polmonari, a causa degli scambi gassosi con il sangue, ha una composizione diversa da quella atmosferica. Laddove l'aria atmosferica è costituita al 78% da azoto, al 21% da ossigeno, da piccole percentuali di altri gas e da una minima concentrazione di anidride carbonica, l'aria presente negli alveoli ha una concentrazione di ossigeno pari al 15% circa e di anidride carbonica pari al 5,6%. Le concentrazioni nel sangue sono ancora diverse, ma, grazie alla respirazione ed al continuo scambio gassoso, le concentrazioni dei vari gas restano costanti.
- ipossia: Durante l'apnea viene interrotta la respirazione, ma ovviamente non lo scambio gassoso; si ha quindi una progressiva riduzione della concentrazione di ossigeno nell'aria contenuta negli alveoli e di conseguenza nel sangue. Se la concentrazione cala sotto un certo livello (pari al 10% nell'aria alveolare), non è più sufficiente per garantire il funzionamento del metabolismo; l'ipossia determina perdita di coscienza (sincope) e, in mancanza di intervento immediato, danni cerebrali gravi e morte.
- ipercapnia: contestualmente durante l'apnea aumenta la concentrazione negli alveoli e nel sangue dell'anidride carbonica. L'aumento della concentrazione oltre il 7% ha come conseguenza l'attivazione di alcuni stimoli chemiotattici che attivano la muscolatura respiratoria provocando delle contrazioni involontarie del diaframma. Se la concentrazione sale ulteriormente si ha un calo di funzionamento del cuore e dell'apparato muscolare; oltre il 9% insorge la paralisi respiratoria, cessa l'attività cardiaca e si ha la morte.

Come si può vedere descritto sopra, l'ipossia non ha alcun segnale premonitore mentre l'ipercapnia è corredata da una serie di "segnali d'allarme".

### I pericoli dell'iperventilazione
L'iperventilazione è un espediente un tempo molto usato con l'illusione di poter migliorare le proprie prestazioni apneistiche.
Questa manovra consiste nell'aumentare la frequenza degli atti respiratori mediante inspirazioni ed espirazioni molto rapide. Conseguenza di questa manovra è il drastico abbassamento della concentrazione di anidride carbonica nel sangue, mentre rimane pressoché invariata la concentrazione di ossigeno.
Dal momento che i recettori nervosi responsabili della sensazione di fame d'aria sono sensibili all'aumento di anidride carbonica e non alla diminuzione di ossigeno, l'iperventilazione ritarda il sopraggiungere degli allarmi dell'ipercapnia che in situazione normale, ovvero senza iperventilazione, ha luogo molto prima che il livello di ossigeno cali sotto valori pericolosi.
Se l'iperventilazione è stata eccessiva, lo stato di ipossia sopraggiunge prima degli allarmi dell'ipercapnia determinando la perdita di conoscenza dell'apneista (sincope) che può ulteriormente aggravarsi con l'eventuale allagamento dei polmoni (cosiddetta sincope umida), tanto più grave se si verifica in acqua dolce o inquinata.
In sostanza la manovra di iperventilazione inibisce gli allarmi e dà l'illusione di una apnea più prolungata e meno "faticosa", in realtà ciò che accade è che l'apneista si avvicina al limite senza averne la percezione e rischia seriamente di andare in black out senza nemmeno avvertire la fame d'aria.
Praticare l'iperventilazione prima di un'apnea sposta il pH del sangue verso valori alcalini, così che il legame tra emoglobina e ossigeno diventa troppo forte e ostacola il passaggio di quest'ultimo ai tessuti (il cosiddetto “effetto Bohr”), provocando così vasocostrizione cerebrale e alterando il flusso di sangue e l'apporto di O2 al cervello.
È inoltre dimostrato che la manovra di iperventilazione, inducendo una frequenza cardiaca accelerata, aumenta il consumo di ossigeno generando un peggioramento delle prestazioni dell'apneista.
Per riconoscere uno stato di iperventilazione, ossia per stabilire se si sta preparando correttamente un'apnea, si possono tenere sotto controllo i due sintomi più evidenti che sono la frequenza cardiaca ed il formicolio alle estremità degli arti superiori.
Se la frequenza cardiaca è al di sopra della soglia nominale dei 100 bpm oppure se si avvertono formicolii a mani e dita allora si è in iperventilazione e non si deve iniziare la prestazione.

### La sicurezza nell'apnea
La presenza di un sistema di assistenza e soccorso ben organizzato è condizione assolutamente necessaria alla pratica di qualunque forma di immersione in apnea. Le norme di sicurezza sono poche e molto semplici e consentono di risolvere senza conseguenze la maggior parte degli incidenti possibili, ma la mancata osservazione di una sola di esse può avere conseguenze drammatiche.
- Sistema di coppia: l'apneista deve sempre, prima di ogni apnea, individuare un compagno che lo tenga d'occhio e che sia pronto a intervenire in caso di incidente. Il compagno dev'essere almeno allo stesso livello di chi si sta cimentando nella prova e, naturalmente, dev'essere preparato per portare a termine le operazioni di recupero e di primo soccorso. Anche (e soprattutto) all'interno di gruppi numerosi, l'apneista deve individuare in modo chiaro ed univoco il suo compagno.
- Apnea profonda: fondamentale, nell'apnea profonda, è la presenza del cavo guida, che possa indicare all'apneista la via più diretta per la superficie e fornire, in caso di necessità, un supporto per raggiungerla. È buona norma, specialmente su tuffi oltre l'80% del proprio massimale, predisporre un cavo di sicurezza che vincoli l'apneista, in caso di incidente, ad almeno 2 m dal cavo guida. Su apnee molto profonde (da quantificare in base a molti fattori, tra cui la visibilità e la temperatura dell'acqua) l'assistenza di superficie offerta dagli altri apneisti non è più sufficiente e diventa importante poter contare su sommozzatori d'assistenza in fondo al cavo e a quote intermedie, ciascuno munito di pallone di sollevamento d'emergenza. L'assistenza di superficie rimane comunque fondamentale in quanto, per effetto del brusco abbassamento della pressione parziale di ossigeno, il pericolo di sincope è massimo durante gli ultimi 15 m della risalita.
- Apnea in assetto variabile: valgono gli stessi accorgimenti dell'apnea profonda in generale. Se non si dispone di sommozzatori di assistenza è necessario limitare la profondità e raddoppiare il sistema di coppia: si scende due apneisti per volta e ciascuno deve avere il proprio assistente di superficie. La zavorra dev'essere interamente sulla slitta, in modo da facilitare la risalita anche in caso di emergenza. Se la risalita è affidata a un pallone di sollevamento, a meno che non sia comunque possibile risalire autonomamente con ampi margini di sicurezza, è fondamentale disporre di un sommozzatore di assistenza con pallone di sollevamento d'emergenza.
- Apnea dinamica: nell'apnea dinamica il compagno deve seguire l'apneista durante tutta la prova dalla superficie reggendosi a una tavoletta o altro sistema di galleggiamento, che verrà utilizzata per offrire un primo sostegno all'apneista alla fine della prova. Questa sicurezza, apparentemente esagerata, si rende necessaria perché l'ambiente sicuro di una piscina spesso può indurre l'apneista a "esagerare", spingendosi pericolosamente ai propri limiti.
- Pesca subacquea: anche se "scomoda", perché la presenza di più apneisti può spaventare il pesce, è fondamentale il sistema di coppia. Gli incidenti succedono in tutte le discipline dell'apnea ma, mentre nell'apnea pura gli incidenti mortali sono assai rari, nella pesca subacquea, proprio per la tendenza a sottovalutare questo aspetto, un incidente banale può portare alla morte. Va inoltre considerato che la pesca in coppia non dev'essere ritenuta un peso, si tratta di un'ottima occasione per stare in compagnia di amici e spesso, soprattutto nella pesca in tana, può far molto comodo contare sull'aiuto di un altro pescatore..

### L'emocompensazione
Uno dei fenomeni più particolari che coinvolgono l'organismo nelle discese molto profonde è l'emocompensazione, consistente nello spostamento del sangue dalle zone periferiche del corpo (mani, braccia, piedi, gambe) al tronco.
Il risultato di questo particolare meccanismo di adattamento è quello di instaurare all'interno del torace una massa liquida incomprimibile che ne impedisce l'implosione. Il fenomeno, che in francese è detto, con un'espressione pittoresca, "erezione polmonare" (érection pulmonaire), in inglese è chiamato più semplicemente "spostamento del sangue" (blood shift).

## Attività agonistica
L'apnea agonistica è attualmente regolamentata da due organizzazioni internazionali: AIDA International (International Association for Development of Apnea) e la CMAS (Confédération Mondiale des Activités Subaquatiques – World Underwater Federation). Attualmente la CMAS è la federazione ufficialmente riconosciuta dal Comitato Olimpico Internazionale. Ciascuna organizzazione ha le sue regole per le gare e i tentativi di record. Queste regole possono essere consultate nei siti ufficiali: AIDA International e CMAS.
La maggior parte delle competizioni si basano sul miglior risultato individuale. Un'eccezione a questa regola è il Campionato Mondiale biennale delle Squadre, regolamentato da AIDA, dove il punteggio combinato dei membri del team rappresenta i punti totali della squadra. Un'altra eccezione è la Skandalopetra, gara storica a squadre organizzata da CMAS.
L'attività agonistica è relativamente recente, l'organizzazione del primo campionato mondiale (vinto dalla squadra italiana) risale al 1996 (AIDA) e si deve ad una rivista del settore, le competizioni successive non hanno avuto cadenza regolare.
Da notare che, per quanto riguarda l'Italia, l'unico organo riconosciuto dal Comitato Olimpico Internazionale per organizzare l'attività agonistica è la FIPSAS Federazione riconosciuta dalla CMAS.

### Discipline
Attualmente ci sono undici discipline regolamentate dalla AIDA e dal CMAS. Tutte le discipline possono essere praticate sia da uomini sia da donne e per quanto riguarda le acque libere non sono previste differenze di ambienti. Le discipline AIDA possono essere svolte sia in gara sia per tentativo di record, ad eccezione dell'Assetto Variabile (VWT) e del No Limit (NLT) che vengono eseguiti entrambi solo per tentativi di record. Per tutte le discipline AIDA la profondità dell'atleta deve essere annunciata prima del tuffo; questa pratica deve essere seguita sia per le gare sia per i tentativi di record.
| Disciplina                                | Misura                  | AIDA         | AIDA    | CMAS         | CMAS    | Descrizione |
| Disciplina                                | Misura                  | Acque libere | Piscina | Acque libere | Piscina | Descrizione |
| ----------------------------------------- | ----------------------- | ------------ | ------- | ------------ | ------- | --- |
| (S&E) Apnea Speed-Endurance               | min. tempo              | No           | No      | –            | Si      | Apnea Speed-Endurance (S&E) è una specialità in cui l'atleta si propone di effettuare in apnea una distanza fissa nel minor tempo possibile. Tale specialità si svolge in piscina e consiste nel percorrere delle frazioni della lunghezza della piscina, alternando il nuoto in apnea con recuperi passivi al termine di ogni frazione. La specialità dell’apnea Speed-Endurance (S&E) può essere svolta con l'uso di pinne (SWF – EWF: bi-pinne o monopinna) o senza pinne (SNF – ENF). |
| STA – Apnea statica                       | max. tempo              | Si           | Si      | –            | Si      | L’Apnea Statica (STA) è una specialità in cui l'atleta si propone di effettuare un’apnea di una durata massima molto vicina al tempo inizialmente dichiarato e, se possibile, anche superiore a questo tempo. Tale specialità si svolge in piscina. |
| DYN – Apnea dinamica con pinne            | distanza orizzontale    | –            | Si      | (DYNL)       | Si      | L’Apnea dinamica (DYN – DNF) è una specialità in cui l'atleta mira ad effettuare in apnea, con (DYN) o senza pinne (DNF), la massima distanza in orizzontale, mantenendo il corpo sotto la superficie dell'acqua. Tale specialità viene svolta in piscina e con l'uso di pinne (DYN: bi-pinne o monopinna) o senza (DNF). Quando vengono utilizzate, le bi-pinne o la monopinna devono essere mosse esclusivamente dalla forza muscolare dell'atleta. |
| DNF – Apnea dinamica senza pinne          | distanza orizzontale    | –            | Si      | (DNFL)       | Si      | L’Apnea dinamica (DYN – DNF) è una specialità in cui l'atleta mira ad effettuare in apnea, con (DYN) o senza pinne (DNF), la massima distanza in orizzontale, mantenendo il corpo sotto la superficie dell'acqua. Tale specialità viene svolta in piscina e con l'uso di pinne (DYN: bi-pinne o monopinna) o senza (DNF). Quando vengono utilizzate, le bi-pinne o la monopinna devono essere mosse esclusivamente dalla forza muscolare dell'atleta. |
| Il Jump Blue                              | distanza orizzontale    | No           | No      | Si           | –       | Il Jump Blue (JB) è una specialità in cui l'atleta deve realizzare in apnea la massima distanza attorno a un quadrato di 15 (quindici) metri di lato situato a una profondità di 10 (dieci) metri. Tale specialità si svolge in acque libere (mare o lago) obbligatoriamente con l'uso di pinne (bi-pinne o monopinna). Le bi-pinne o la monopinna devono essere mosse esclusivamente dalla forza muscolare dell'atleta. |
| CWT – Assetto Costante con pinne          | profondità              | Si           | –       | Si           | –       | L’Assetto Costante (CWT) è una specialità in cui l'atleta deve scendere in apnea, con (CWT) o senza pinne (CNF), fino alla profondità dichiarata senza alcuna variazione di assetto durante la sua intera performance. Tale specialità si svolge in acque libere (mare o lago) e l'uso di pinne (solo con bi-pinne:CWTB- CWTBF o con bi-pinne o monopinna: CWT) a seconda del tipo di competizione. Quando sono utilizzate, le bi-pinne o la monopinna devono essere mosse esclusivamente dalla forza muscolare dell'atleta. |
| CNF – Assetto Costante senza pinne        | profondità              | Si           | –       | Si           | –       | L’Assetto Costante (CWT) è una specialità in cui l'atleta deve scendere in apnea, con (CWT) o senza pinne (CNF), fino alla profondità dichiarata senza alcuna variazione di assetto durante la sua intera performance. Tale specialità si svolge in acque libere (mare o lago) e l'uso di pinne (solo con bi-pinne:CWTB- CWTBF o con bi-pinne o monopinna: CWT) a seconda del tipo di competizione. Quando sono utilizzate, le bi-pinne o la monopinna devono essere mosse esclusivamente dalla forza muscolare dell'atleta. |
| FIM – Apnea in immersione libera          | profondità              | Si           | –       | Si           | –       | L'apnea in immersione libera (FIM) è una specialità in cui l'atleta deve scendere in apnea fino alla profondità dichiarata, senza alcuna variazione di assetto o l’utilizzo di pinne/monopinna. Tale specialità si svolge in acque libere (mare o lago) e all'atleta è consentito effettuare trazioni alla cima guida. L'uso di qualsiasi meccanismo è vietato, anche se quest'ultimo è attivato dall’apparato muscolare dell'atleta. |
| VWT – Apnea in assetto Variabile          | profondità              | Si           | –       | Si           | –       | L’apnea in assetto (peso) variabile (VWT) è una specialità in cui l'atleta deve scendere in apnea fino alla profondità dichiarata, con un dispositivo di zavorra guidata (slitta) conforme a quanto previsto dalla CMAS, e, successivamente, emergere utilizzando esclusivamente le proprie forze. Tale specialità si svolge in acque libere (mare o lago) senza pinne: VNF o con l'uso di pinne (bi-pinne o monopinna): VWT a seconda del tipo di competizione. Quando sono utilizzate, le bi-pinne o la monopinna devono essere mosse esclusivamente dalla forza muscolare dell'atleta.                                                                 |
| NLT – Assetto variabile Assoluto No Limit | profondità              | [ n 1 ]      | –       | No           | No      | L'apnea in assetto variabile assoluto, NLT (No Limit) anche erroneamente conosciuta come No-Limits o No Limits, quest'ultima dalla marca di un prodotto della Sector, è una disciplina nata esclusivamente per stabilire dei record e permette agli atleti di scendere in profondità con una zavorra mobile detta "slitta" che non ha limiti di peso. La risalita è anch'essa agevolata e supportata da sistemi di sollevamento come palloni gonfiati ad aria o verricelli meccanici che permettono di risalire a velocità che possono superare i 2 m/sec. È la specialità con cui si raggiungono le profondità maggiori, ma anche tra le più pericolose. |
| Skandalopetra                             | profondità & min. tempo | No           | No      | Si           | –       | |

1. ↑  Disciplina rimossa dai campionati AIDA nel 2015, in quanto ritenuta eccessivamente pericolosa per l'atleta.
(EN) AIDA competitive freediving, su aidainternational.org. URL consultato il 30 maggio 2025.

## Record mondiali

### Record omologati dalla AIDA
In data 1º luglio 2017, i record omologati da AIDA sono:
| UOMINI | UOMINI                       | UOMINI | UOMINI                                | UOMINI         | UOMINI      | UOMINI                     |
| Sigla  | Disciplina                   | Misura | Atleta                                | Nazione        | Data        | Luogo                      |
| ------ | ---------------------------- | ------ | ------------------------------------- | -------------- | ----------- | -------------------------- |
| STA    | Apnea statica                | 11'35" | Stéphane Mifsud                       | Francia        | 8-giu-2009  | Hyères (Francia)           |
| DYN    | Dinamica con pinne           | -300 m | Mateusz Malina e Giorgos Panagiotakis | Polonia Grecia | 02-lug-2016 | Turku (Finlandia)          |
| DNF    | Dinamica senza pinne         | -244 m | Mateusz Malina                        | Polonia        | 03-lug-2016 | Turku (Finlandia)          |
| CWT    | Assetto costante con pinne   | -131 m | Alexey Molchanov                      | Russia         | 17-lug-2021 | Dean's Blue Hole (Bahamas) |
| CNF    | Assetto costante senza pinne | -102 m | William Trubridge                     | Nuova Zelanda  | 21-lug-2016 | Dean's Blue Hole (Bahamas) |
| FIM    | Apnea libera                 | -126 m | Alexey Molchanov                      | Russia         | 13-lug-2021 | Dean's Blue Hole (Bahamas) |
| VWT    | Assetto variabile            | -146 m | Stavros Kastrinakis                   | Grecia         | 1-nov-2015  | Calamata (Grecia)          |
| NLT    | Assetto variabile assoluto   | -214 m | Herbert Nitsch                        | Austria        | 14-giu-2007 | Santorini (Grecia)         |
| DONNE  |                              |        |                                       |                |             |                            |
| Sigla  | Disciplina                   | Misura | Atleta                                | Nazione        | Data        | Luogo                      |
| STA    | Apnea statica                | 9'02"  | Natal'ja Vadimovna Molčanova          | Russia         | 21-giu-2013 | Belgrado (Serbia)          |
| DYN    | Dinamica con pinne           | -243 m | Magdalena Solich-Talanda              | Polonia        | 29-giu-2018 | Belgrado (Serbia)          |
| DNF    | Dinamica senza pinne         | -191 m | Magdalena Solich-Talanda              | Polonia        | 01-lug-2017 | Opole, Polonia             |
| CWT    | Assetto costante con pinne   | -123m  | Alessia Zecchini                      | Italia         | 2023        | Filippine                  |
| CNF    | Assetto costante senza pinne | -74 m  | Alessia Zecchini                      | Italia         | 15-lug-2021 | Dean's Blue Hole (Bahamas) |
| FIM    | Apnea libera                 | -101 m | Alessia Zecchini                      | Italia         | 17-lug-2021 | Dean's Blue Hole (Bahamas) |
| VWT    | Assetto variabile            | -130 m | Nanja Van Den Broek                   | Paesi Bassi    | 18-ott-2015 | Sharm el-Sheikh (Egitto)   |
| NLT    | Assetto variabile assoluto   | -160 m | Tanya Streeter                        | Stati Uniti    | 17-ago-2002 | Turks e Caicos (Caraibi)   |

### Record omologati dalla CMAS
I record omologati da CMAS sono:
| UOMINI | UOMINI                                | UOMINI             | UOMINI    | UOMINI              | UOMINI      | UOMINI     | UOMINI                  |
| Sigla  | Disciplina                            | Disciplina         | Misura    | Atleta              | Nazione     | Data       | Luogo                   |
| ------ | ------------------------------------- | ------------------ | --------- | ------------------- | ----------- | ---------- | ----------------------- |
| SPE    | Speed 100 m apnea con pinne           | (Piscina 50m)      | 00:31.710 | Stefano Konjedic    | Italia      |            |                         |
| END    | 16x50 Endurance 800 m apnea con pinne | (Piscina 50m)      | 09:34.270 | Max Poschart        | Germania    |            |                         |
| END    | 8x50 Endurance 400 m apnea con pinne  |                    |           |                     |             |            |                         |
| STA    | Apnea statica                         |                    | 10'39"    | Branko Petrovic     | Serbia      | 30-07-2015 | Mulhouse (Francia)      |
| DYN    | Dinamica con pinne                    | (Piscina 50m)      | 300 m     | Arthur Guérin-Boëri | Francia     | 11-06-2016 | Lignano (Italia)        |
| DNF    | Dinamica senza pinne                  | (Piscina 50m)      | 205,97 m  | Goran Čolak         | Croazia     | 14-06-2017 | Cagliari (Italia)       |
| DNF    | Dinamica senza pinne                  | (Piscina 25m)      | 200 m     | Arthur Guérin-Boëri | Francia     | 09-08-2016 | Lignano (Italia)        |
| CWT    | Assetto costante con pinne            | (acqua dolce)      | -80 m     | Michele Tomasi      | Italia      | 02-09-2017 | Riva del Garda (Italia) |
| CWT    | Assetto costante con pinne            | (mare - bi-pinne)  | -107 m    | Alexey Molchanov    | Russia      | 06-10-2017 | Kaş (Turchia)           |
| CWT    | Assetto costante con pinne            | (mare - monopinna) | -122 m    | Alexey Molchanov    | Russia      | 03-10-2017 | Kaş (Turchia)           |
| CNF    | Assetto costante senza pinne          | (acqua dolce)      | -66 m     | Michele Tomasi      | Italia      | 02-09-2017 | Riva del Garda (Italia) |
| CNF    | Assetto costante senza pinne          | (mare)             | -83 m     | Goran Čolak         | Croazia     | 04-10-2017 | Kaş (Turchia)           |
| FIM    | Apnea libera                          |                    | -81 m     | Devrim Cenk Ulusoy  | Turchia     | 25-09-2012 | Kaş (Turchia)           |
| VWT    | Assetto variabile con pinne           |                    | -131 m    | Homar Leuci         | Italia      | 11-09-2012 | Soverato (Italia)       |
| VWT    | Assetto variabile senza pinne         |                    | -81 m     | Devrim Cenk Ulusoy  | Turchia     | 26-09-2012 | Kaş (Turchia)           |
| JB     | Jump Blu                              |                    | 201,61 m  | Arthur Guérin-Boëri | Francia     | 09-10-2015 | Ischia (Italia)         |
| DONNE  |                                       |                    |           |                     |             |            |                         |
| Sigla  | Disciplina                            |                    | Misura    | Atleta              | Nazione     | Data       | Luogo                   |
| SPE    | Speed 100 m apnea con pinne           | (Piscina 50m)      | 00:35.860 | Vera Yarovitskaya   | Russia      |            |                         |
| END    | 16x50 Endurance 800 m apnea con pinne | (Piscina 50m)      | 11:20.290 | Martina Mongiardino | Italia      |            |                         |
| END    | 8x50 Endurance 400 m apnea con pinne  |                    | 4:55.390  | Martina Mongiardino | Italia      | 2017-04-20 | Novara (Italia)         |
| STA    | Apnea statica                         |                    | 08'33"230 | Gabriela Grézlová   | Rep. Ceca   | 28-07-2015 | Mulhouse (Francia)      |
| DYN    | Dinamica con pinne                    | (Piscina 50m)      | 250,00 m  | Alessia Zecchini    | Italia      | 11-06-2016 | Lignano (Italia)        |
| DNF    | Dinamica senza pinne                  | (Piscina 50m)      | 171,22 m  | Alessia Zecchini    | Italia      | 08-06-2016 | Lignano (Italia)        |
| DNF    | Dinamica senza pinne                  | (Piscina 25m)      | 175 m     | Katarina Zubčić     | Croazia     | 15-11-2013 | Zagabria (Croazia)      |
| CWT    | Assetto costante con pinne            | (acqua dolce)      | -57 m     | Tanya Streeter      | Stati Uniti | 28-12-1998 | Ocala (Stati Uniti)     |
| CWT    | Assetto costante con pinne            | (mare)             | -95 m     | Alenka Artnik       | Slovenia    | 03-10-2017 | Kaş (Turchia)           |
| CNF    | Assetto costante senza pinne          | (acqua dolce)      | -         | -                   | -           | -          | -                       |
| CNF    | Assetto costante senza pinne          | (mare)             | -60 m     | Alena Konečna       | Rep. Ceca   | 08-10-2016 | Kaş (Turchia)           |
| FIM    | Apnea libera                          |                    | -72 m     | Şahika Ercümen      | Turchia     | 24-07-2014 | Kaş (Turchia)           |
| VWT    | Assetto variabile con pinne           |                    | -         | -                   | -           | -          | -                       |
| VWT    | Assetto variabile senza pinne         |                    | -91 m     | Şahika Ercümen      | Turchia     | 23-07-2014 | Kaş (Turchia)           |
| JB     | Jump Blu                              |                    | 190,48 m  | Alessia Zecchini    | Italia      | 09-10-2015 | Ischia (Italia)         |

## Altre discipline
Altre discipline oltre quelle "canoniche" elencate sopra sono:
- Skandalopetra
- Jump blue
- Pesca in apnea
- Tiro al bersaglio subacqueo
- Hockey subacqueo
- Rugby subacqueo

Alcune di queste hanno visto sviluppata una discreta attività agonistica